# Zonzon
Pour plus de détails, voir Fiche technique et Distribution.
Zonzon est un film français réalisé par Laurent Bouhnik en 1998.

## Synopsis
Trois détenus d'horizons sociaux différents se retrouvent dans la même cellule. Arnaud Grandjean, jeune étudiant issu d'un milieu aisé, va côtoyer durant six mois Francky, un braqueur condamné à dix ans de prison, et Kader, un délinquant multirécidiviste d'origine maghrébine, condamné à deux ans pour vol en flagrant délit. Pour ces trois hommes que seule la prison (zonzon) rapproche, la cohabitation va provoquer des confrontations indispensables pour comprendre ce qu'est la liberté. Ainsi va basculer leur vie.

## Fiche technique
- Titre : Zonzon
- Realisation : Laurent Bouhnik
- Scénario : Patrick de Lassagne, Laurent Bouhnik (tiré de la pièce de théâtre éponyme Zonzon de Marc Andreoni et Patrick de Lassagne)
- Producteur : Laurent Bouhnik
- Photographie : Gilles Henry
- Décors :  Jacques Rouxel
- Costumes : Isabelle Millet
- Musique : Jérôme Coullet
- Montage : Hervé de Luze
- Société(s) de distribution : MK2 Diffusion
- Format : Couleur
- Son : Dolby Digital
- Genre : drame
- Durée : 97 minutes
- Date de sortie : 26 août 1998 (France)
- Classification : interdit aux moins de 12 ans à sa sortie en salles en France

## Distribution
- Pascal Greggory : Franky
- Gaël Morel : Arnaud Grandjean
- Jamel Debbouze : Kader
- Jean-François Gallotte : Fernand
- Élodie Bouchez : Carmen
- François Levantal : Rico
- Fabienne Babe : Christine
- Véra Briole : La jap
- Hassan Koubba : Saïd
- Zakariya Gouram : Rachid
- Marc Andreoni : Le Directeur de la prison
- Gabrielle Forest : Brigadier Fourroux
- Marie-Françoise Audollent : la mère de Franky

## Autour du film

### Récompense
- Festival international du film de Gijón 1998 : Meilleur décor

### Détail
- On peut distinguer dans la cellule une affiche de La Cliqua, groupe de hip-hop français des années 1990.